# بارولو
بارولو هي بلدة (الدائرة البلدية) في مدينة تورينو الحضرية في المدينة الإيطالية بيدمونت، الواقعة على بعد حوالي 50 كيلومتر (31 ميل) شمال شرق تورينو.

## الموقع
تقع بارولوعلى حدود البلدات التالية: شيافيرانو، تورازو، بولينجو، إيفريا و كاسينيت ديفريا.

## روابط خارجية
- www.comune.burolo.to.it/